# Cyclisme aux Jeux panaméricains de 1951
Navigation
Jeux panaméricains de 1955
Les compétitions de cyclisme des Jeux panaméricains de 1951 se déroulent du 27 février au 4 mars 1951 à Buenos Aires, Argentine, avec la participation de quatorze sélections. Le vélodrome à ciel ouvert, où se déroulent les compétitions sur piste, a été inauguré pour l'occasion, par le président Juan Domingo Perón. La piste en ciment, de 333,33 mètres, se situe dans le parc Tres de Febrero de Palermo. Elle est large de sept mètres avec des lignes droites de cent mètres et des virages de soixante-huit mètres. Les directeurs sportifs affirment qu'elle est très rapide.

## Podiums

### Courses sur route
| Compétitions                 | Or                                                                  | Argent                                                                              | Bronze                                                          |
| ---------------------------- | ------------------------------------------------------------------- | ----------------------------------------------------------------------------------- | --------------------------------------------------------------- |
| Course en ligne individuelle | Oscar Muleiro (ARG)                                                 | Oscar Pezoa (ARG)                                                                   | Humberto Varisco (ARG)                                          |
| Course en ligne par équipes  | Argentine Oscar Muleiro Oscar Pezoa Humberto Varisco Alberto García | Mexique Ricardo García Peralta Sergio Sánchez Lara Juventino Cepeda Enrique Jiménez | Pérou Morejón Llerena Oscar Rodríguez Pedro Mathey Sergio Mello |

### Courses sur piste
| Compétitions           | Or                                                                 | Argent                                                            | Bronze                                                              |
| ---------------------- | ------------------------------------------------------------------ | ----------------------------------------------------------------- | ------------------------------------------------------------------- |
| Kilomètre              | Clodomiro Cortoni (ARG)                                            | Hernán Masanés (CHI)                                              | Jorge Sobrevila (ARG)                                               |
| Vitesse                | Antonio Giménez (ARG)                                              | Carlos Martínez (ARG)                                             | Mario Masanés (CHI)                                                 |
| Poursuite individuelle | Jorge Vallmitjana (ARG)                                            | Pedro Salas (ARG)                                                 | Hernán Llerena (PER)                                                |
| Poursuite par équipes  | Argentine Oscar Giacchè Rodolfo Caccavo Pedro Salas Alberto García | Chili Jaime Acevedo Gabriel Miqueles Ermano Robino Alfonso Moreno | Venezuela Jorge Hinestroza Héctor Alvarado Luis Toro Andoni Ituarte |
| Poursuite australienne | Ezequiel Ramírez (CHI)                                             | Alfredo Hersch (ARG)                                              | Elvio Giacchè (ARG)                                                 |
| Contre-la-montre       | Oscar Giacchè (ARG)                                                | Héctor Rojas (CHI)                                                | Rodolfo Caccavo (ARG)                                               |

## Déroulement des épreuves

### 3 mars: kilomètre et poursuite par équipes
| Pos                          | Nom                         | Pays       | Temps        |
| ---------------------------- | --------------------------- | ---------- | ------------ |
| Médaille d'or, Amérique      | Clodomiro Cortoni           | Argentine  | 1 min 12 s 9 |
| Médaille d'argent, Amérique  | Hernán Masanés (en)         | Chili      | 1 min 15 s 9 |
| Médaille de bronze, Amérique | Jorge Sobrevila (pt)        | Argentine  | 1 min 16 s 0 |
| 4                            | Andoni Ituarte (en)         | Venezuela  | 1 min 16 s 1 |
| 5                            | Leopoldo Posada             | Cuba       | 1 min 17 s 4 |
| 6                            | Robert Pfarr (en)           | États-Unis | 1 min 17 s 5 |
| 7                            | Ricardo García Peralta (de) | Mexique    | 1 min 19 s 6 |
| 8                            | Luis Delgado                | Cuba       | 1 min 19 s 9 |
| 9                            | Prudencio Díaz              | Venezuela  | 1 min 19 s 9 |
| 10                           | Jorge Hidalgo               | Chili      | 1 min 20 s 0 |

| Pos                          | Pays      | Cyclistes                                                           | Temps               |
| ---------------------------- | --------- | ------------------------------------------------------------------- | ------------------- |
| Médaille de bronze, Amérique | Venezuela | Jorge Hinestroza Héctor Alvarado Luis Toro (en) Andoni Ituarte (en) | -                   |
| 4                            | Guatemala | -                                                                   | rejoint au 11e tour |

| Pos                         | Pays      | Cyclistes                                                               | Temps              |
| --------------------------- | --------- | ----------------------------------------------------------------------- | ------------------ |
| Médaille d'or, Amérique     | Argentine | Oscar Giacchè (ca) Rodolfo Caccavo (ca) Pedro Salas (en) Alberto García | -                  |
| Médaille d'argent, Amérique | Chili     | Jaime Acevedo Gabriel Miqueles Ermano Robino Alfonso Moreno             | rejoint au 9e tour |

## Tableau des médailles
Huit titres étaient en jeu. Dix-huit médailles ont été distribuées lors des compétitions sur piste. Six médailles ont été décernées en cyclisme sur route. Soit un total de vingt-quatre médailles.
| Rang  | Pays      | Médaille d'or, Amérique | Médaille d'argent, Amérique | Médaille de bronze, Amérique | Total |
| ----- | --------- | ----------------------- | --------------------------- | ---------------------------- | ----- |
| 1     | Argentine | 7                       | 4                           | 4                            | 15    |
| 2     | Chili     | 1                       | 3                           | 1                            | 5     |
| 3     | Mexique   | 0                       | 1                           | 0                            | 1     |
| 4     | Pérou     | 0                       | 0                           | 2                            | 2     |
| 5     | Venezuela | 0                       | 0                           | 1                            | 1     |
| Total | Total     | 8                       | 8                           | 8                            | 24    |